# Ali ben Aïssa
Pour les articles homonymes, voir ben Aïssa.
Ali Ben Aïssa, de son vrai nom Aïssa Mahmed El Fergani (en arabe : علي بن عيسى الفرقاني), né à Skikda, dans le Beylik de Constantine (actuelle Algérie), est l'un des officiers favoris au service d'Ahmed Bey, bey de Constantine au moment de la conquête de l'Algérie par la France en 1830. Il devint une sorte de « Premier ministre » du bey, le plus haut personnage du beylik.
Il défend énergiquement Constantine lors des sièges en 1836 et en 1837 de la ville.

## Biographie

### Origines familiales et jeunesse
Ali Ben Aïssa est issu d’une famille de Kabyles de la tribu berbère des Beni Fergan située à l'ouest de Skikda. Il est le fils d'Aïssa Mohamed el Fergani, qui est à la tête de plusieurs tribus.
Jeune, il est élevé à la cour de Ahmed Bey, un kouloughli, qui est bey de Constantine. Jusqu'à l'âge de 25 ans, Ali Ben Aïssa exerce le métier d'armurier, puis s'engage dans une unité de zouaoua (Kabyles occidentaux) au service du bey.

### Débuts au service du bey Ahmed
Ahmed Bey, devenu responsable du beylik de Constantine, le remarque pour ses qualités de soldat et lui confie ses écuries, ce qui est une marque de grande confiance, Ben Aïssa gravit rapidement les échelons.
Une de ses premières charges politique est celle de Caïd-el-Aouassi, qui lui donne des responsabilités administratives, judiciaires et financières.

### La chute de Bône (Annaba)
Le général Savary, duc de Rovigo, commandant en chef des troupes françaises en Algérie à partir de décembre 1831, s'efforce lui aussi d'évincer Ahmed Bey, et pour cela soutient Ibrahim Bey, fils du cheikh saharien Farhat Ben Saïd, nommé (théoriquement) bey de Constantine par Mostéfa Boumezrag en 1830.
Début 1832, Ahmed Bey envoie Ali Ben Aïssa et ses troupes Bône afin de rallier la population de la ville à sa cause et empêcher l'occupation de la ville par les troupes françaises. Les habitants qui refusent la souveraineté du Bey de Constantine, demandent la protection de la France. Un groupe de soldats sous les ordres des capitaines Édouard Buisson d'Armandy et Joseph Vantini dit Youssouf, parvient à s'introduire dans la ville après plusieurs attaques infructueuses.
Ben Aïssa abandonne alors la ville en obligeant la population à le suivre jusqu'à Constantine et en assassinant les hommes et les femmes qui refusent de se soumettre à cet ordre. La ville est pillée et incendiée sur ordre du calife. Elle est ensuite occupée par les troupes françaises du général Monck d'Uzer.

### La chute de Constantine
Ben Aïssa, après avoir défendu la ville de Constantine contre les troupes françaises en 1836 et 1837, cesse la guerre sainte et se soumet aux autorités en mai 1838.
Ben Aïssa est alors nommé khalifa du Sahel (Nord), Bel Hamlaoui khalifa de la Ferdjioua (Fedj M'zala), Ali Kaïd khalifa des Harakta (Est), Ben Gana, cheikh des arabes (Cheik el Arab) du Sud et Si Hamouda, gouverneur (hakem) de la ville de Constantine.
En 1839, le duc d'Orléans nomme Ben Aïssa, chevalier de la Légion d'honneur pour sa « coopération à une œuvre d'avenir ».

### La déchéance
En 1841, Ben Aïssa, directeur de la monnaie du beylik, est condamné à 20 ans de travaux forcés par le conseil de guerre de Constantine, pour fabrication de fausse monnaie : il a en effet frappé des pièces d'une valeur de 1 franc, mais sur ordre d'Ahmed Bey[réf. nécessaire], porté la valeur conventionnelle à 1 fr. 80, obligeant les habitants à en racheter pour de grosses sommes et trafiquant avec les tribus pour mettre en circulation cette monnaie frauduleuse.
Ben Aïssa est enfermé au fort Lamalgue à Toulon, puis au fort de l'île Sainte-Marguerite dans les Îles de Lérins en compagnie d'un autre khalifa nommé Ben-el-Hamelaoui. Son fils Ahmed-Ben Aïssa demande sa grâce, qui est accordée par le maréchal Soultt. La peine de travaux forcés est commuée en vingt ans d'internement. Il est conduit, suivi de sa caravane[réf. nécessaire] vers Montpellier. Il y arrive le 14 octobre 1842 et est placé en résidence surveillée, sous la garde de la police.

## Famille
Son père Aïssa Mahmed el Fergani, de la tribu des béni Fergan, et réputé être un descendant direct du prophète Mahomet, a eu deux femmes et cinq enfants, dont trois fils et deux filles.
- Mohammed bel Arby Ben-Aïssa, l'ainé des fils : écrivain (taleb).
- Bel-Kassem Ben-Aïssa, le cadet : secrétaire (khodja) du kaïd-el-aouassi, ou kaïd des Haractas.
- Ali Ben-Aïssa est le troisième garçon.
- La première fille, épouse Braham-el-Tortou, majordome (gobdji) du kaïd-ed-dar.
- La seconde fille est mariée à Mohammed el Karkany, oukil-el-abbess (receveur aux citernes publiques), tué lors de la prise de Constantine[15].